# Житня (посёлок, Брянская область)
Житня — посёлок в Почепском районе Брянской области, входит в состав Чоповского сельского поселения.

## История
В 1964 году указом Президиума Верховного Совета РСФСР посёлку центральной усадьбы совхоза «Житня» присвоено наименование Житня.

## Население
| 2010 | 2013 |
| ---- | ---- |
| 428  | ↗441 |

## Улицы
| - ул. Заводская, - ул. Молодёжная, - ул. Озёрная, | - пер. Полярный, - пер. Садовый, - пер. Северный, | - ул. Тихая, - ул. Центральная, - ул. Школьная. |